# Hesperobaenus capito
Hesperobaenus capito är en skalbaggsart som beskrevs av Leon Fairmaire 1850. Hesperobaenus capito ingår i släktet Hesperobaenus och familjen kamhornsbaggar. Inga underarter finns listade i Catalogue of Life.